# Zenobia
Zenobia é um género botânico pertencente à família Ericaceae. É nativo da planície costeira dos Estados Unidos do Sudeste, da Carolina do Norte, da Carolina do Sul e da Virgínia.

## Espécies
Zenobia pulverulenta